# ناو کلاس ویسبادن
کروزر کلاس ویسبادن (به انگلیسی: Wiesbaden-class cruiser) یک کلاس از کشتی است که طول آن ۱۴۵٫۳ متر (۴۷۷ فوت) می‌باشد. این کلاس از کشتی در سال ۱۹۱۵ ساخته شد.